# Gold Cup 2002
Navigation
États-Unis 2000 Mexique-États-Unis 2003
La Gold Cup 2002 est un tournoi de football qui s'est tenu aux États-Unis du 18 janvier au 2 février 2002.

## Tour préliminaire
En juillet et août 2001, un barrage aller-retour est organisé entre les équipes classées quatrièmes de la Coupe d'Amérique centrale 2001 et de la Coupe caribéenne des nations 2001 (le Panama et Cuba respectivement) afin de déterminer le dernier qualifié pour la Gold Cup 2002.
| Équipe 1 | Résultat | Équipe 2 | Aller | Retour |
| -------- | -------- | -------- | ----- | ------ |
| Panama   | 0-1      | Cuba     | 0-0   | 0-1    |

| 29 juillet 2001 | Panama  | 0 – 0   | Cuba | Estadio Rommel Fernández, Panama            |                                             |
|                 |         | (0 - 0) |      | Spectateurs : 10 000 Arbitrage : Brian Hall | Spectateurs : 10 000 Arbitrage : Brian Hall |
|                 | Rapport |         |      | Spectateurs : 10 000 Arbitrage : Brian Hall | Spectateurs : 10 000 Arbitrage : Brian Hall |

| 5 août 2001 | Cuba      | 1 – 0   | Panama | Estadio Pedro Marrero, La Havane                 |                                                  |
|             | Prado 80e | (0 - 0) |        | Spectateurs : 6 000 Arbitrage : German Arredondo | Spectateurs : 6 000 Arbitrage : German Arredondo |
|             | Rapport   |         |        | Spectateurs : 6 000 Arbitrage : German Arredondo | Spectateurs : 6 000 Arbitrage : German Arredondo |

## Équipes participantes
Amérique du Nord, qualification d'office :
- États-Unis (pays organisateur)
- Mexique
- Canada

Amérique centrale, qualification par le biais de la Coupe d'Amérique centrale 2001 :
- Guatemala - vainqueur
- Costa Rica - deuxième
- Salvador - troisième

Caraïbes, qualification par le biais de la Coupe caribéenne des nations 2001 :
- Trinité-et-Tobago - vainqueur
- Haïti - finaliste
- Martinique - troisième
- Cuba (vainqueur du barrage UNCAF/Caraïbes)

Invités :
- Équateur
- Corée du Sud

## Les stades
La compétition se déroule dans 2 stades :
| Miami            | Pasadena         |
| ---------------- | ---------------- |
| Orange Bowl      | Rose Bowl        |
| Capacité: 72 319 | Capacité: 92 542 |
|                  |                  |

## Les arbitres
10 arbitres ont été désignés pour diriger les rencontres de la compétition. Entre parenthèses la Confédération d'origine quand elle diffère de la CONCACAF, organisatrice de la Gold Cup :
- Gilberto Alcalá Pineda
- Carlos Batres
- Noel Bynoe
- Brian Hall
- Roberto Moreno Salazar
- José Pineda
- Peter Prendergast
- Samuel Richard Contreras
- Rodolfo Síbrian
- Rogger Zambrano (CONMEBOL)

## Premier tour

### Groupe A
|   | Équipe    | Pts | J | G | N | P | BP | BC | Diff |
| - | --------- | --- | - | - | - | - | -- | -- | ---- |
| 1 | Mexique   | 6   | 2 | 2 | 0 | 0 | 4  | 1  | +3   |
| 2 | Salvador  | 3   | 2 | 1 | 0 | 1 | 1  | 1  | 0    |
| 3 | Guatemala | 0   | 2 | 0 | 0 | 2 | 1  | 4  | -3   |

| 19 janvier | Mexique  | 1 | 0 | Salvador  |
| 21 janvier | Mexique  | 3 | 1 | Guatemala |
| 23 janvier | Salvador | 1 | 0 | Guatemala |

| 19 janvier 2002 | Mexique       | 1 - 0 | Salvador | Rose Bowl, Pasadena                              |                                                  |
|                 | J. García 31e |       |          | Spectateurs : 42 117 Arbitrage : Rogger Zambrano | Spectateurs : 42 117 Arbitrage : Rogger Zambrano |

| 21 janvier 2002 | Mexique                                      | 3 - 1 | Guatemala | Rose Bowl, Pasadena                                |                                                    |
|                 | Bautista 26e (pen.) · Garces 37e · Ochoa 90e |       | Plata 35e | Spectateurs : 31 244 Arbitrage : Peter Prendergast | Spectateurs : 31 244 Arbitrage : Peter Prendergast |

| 23 janvier 2002 | Salvador    | 1 - 0 | Guatemala | Rose Bowl, Pasadena                              |                                                  |
|                 | Cabrera 58e |       |           | Spectateurs : 12 906 Arbitrage : Rogger Zambrano | Spectateurs : 12 906 Arbitrage : Rogger Zambrano |

### Groupe B
|   | Équipe       | Pts | J | G | N | P | BP | BC | Diff |
| - | ------------ | --- | - | - | - | - | -- | -- | ---- |
| 1 | États-Unis   | 6   | 2 | 2 | 0 | 0 | 3  | 1  | +2   |
| 2 | Corée du Sud | 1   | 2 | 0 | 1 | 1 | 1  | 2  | -1   |
| 3 | Cuba         | 1   | 2 | 0 | 1 | 1 | 0  | 1  | -1   |

| 19 janvier | États-Unis   | 2 | 1 | Corée du Sud |
| 21 janvier | États-Unis   | 1 | 0 | Cuba         |
| 23 janvier | Corée du Sud | 0 | 0 | Cuba         |

- La Corée du Sud devance Cuba grâce à une meilleure attaque.

| 19 janvier 2002 | États-Unis                | 2 - 1 | Corée du Sud       | Rose Bowl, Pasadena                                       |                                                           |
|                 | Donovan 35e · Beasley 90e |       | Song Chong-gug 38e | Spectateurs : 42 117 Arbitrage : Samuel Richard Contreras | Spectateurs : 42 117 Arbitrage : Samuel Richard Contreras |

| 21 janvier 2002 | États-Unis         | 1 - 0 | Cuba | Rose Bowl, Pasadena                          |                                              |
|                 | McBride 22e (pen.) |       |      | Spectateurs : 31 244 Arbitrage : José Pineda | Spectateurs : 31 244 Arbitrage : José Pineda |

| 23 janvier 2002 | Corée du Sud | 0 - 0 | Cuba | Rose Bowl, Pasadena                         |
|                 |              |       |      | Spectateurs : 12 906 Arbitrage : Noel Bynoe |

### Groupe C
|   | Équipe            | Pts | J | G | N | P | BP | BC | Diff |
| - | ----------------- | --- | - | - | - | - | -- | -- | ---- |
| 1 | Costa Rica        | 4   | 2 | 1 | 1 | 0 | 3  | 1  | +2   |
| 2 | Martinique        | 3   | 2 | 1 | 0 | 1 | 1  | 2  | -1   |
| 3 | Trinité-et-Tobago | 1   | 2 | 0 | 1 | 1 | 1  | 2  | -1   |

| 18 janvier | Costa Rica | 2 | 0 | Martinique        |
| 20 janvier | Costa Rica | 1 | 1 | Trinité-et-Tobago |
| 22 janvier | Martinique | 1 | 0 | Trinité-et-Tobago |

| 18 janvier 2002 | Costa Rica                | 2 - 0 | Martinique | Orange Bowl, Miami                                      |                                                         |
|                 | Medford 38e · Fonseca 56e |       |            | Spectateurs : 14 508 Arbitrage : Gilberto Alcalá Pineda | Spectateurs : 14 508 Arbitrage : Gilberto Alcalá Pineda |

| 20 janvier 2002 | Costa Rica  | 1 - 1 | Trinité-et-Tobago  | Orange Bowl, Miami                          |                                             |
|                 | Fonseca 56e |       | S. John 90e (pen.) | Spectateurs : 12 253 Arbitrage : Brian Hall | Spectateurs : 12 253 Arbitrage : Brian Hall |

| 22 janvier 2002 | Martinique | 1 - 0 | Trinité-et-Tobago | Orange Bowl, Miami                              |                                                 |
|                 | Percin 51e |       |                   | Spectateurs : 3 827 Arbitrage : Rodolfo Síbrian | Spectateurs : 3 827 Arbitrage : Rodolfo Síbrian |

### Groupe D
|      | Équipe   | Pts | J | G | N | P | BP | BC | Diff |
| ---- | -------- | --- | - | - | - | - | -- | -- | ---- |
| 1(1) | Canada   | 3   | 2 | 1 | 0 | 1 | 2  | 2  | 0    |
| 1(2) | Haïti    | 3   | 2 | 1 | 0 | 1 | 2  | 2  | 0    |
| 1(3) | Équateur | 3   | 2 | 1 | 0 | 1 | 2  | 2  | 0    |

| 18 janvier | Canada | 2 | 0 | Haïti    |
| 20 janvier | Haïti  | 2 | 0 | Équateur |
| 22 janvier | Canada | 0 | 2 | Équateur |

Note : les trois équipes Canada, Haïti et l'Équateur ayant terminé en tête du groupe à égalité parfaite sur tous les points du règlement, un tirage au sort (-) est effectué pour désigner les deux qualifiés et affecter leur rang pour le placement dans le tableau final.
| 18 janvier 2002 | Canada           | 2 - 0 | Haïti | Orange Bowl, Miami                                      |                                                         |
|                 | McKenna 28e, 49e |       |       | Spectateurs : 14 508 Arbitrage : Roberto Moreno Salazar | Spectateurs : 14 508 Arbitrage : Roberto Moreno Salazar |

| 20 janvier 2002 | Haïti                        | 2 - 0 | Équateur | Orange Bowl, Miami                             |                                                |
|                 | Méndez 7e (csc) · Alerte 45e |       |          | Spectateurs : 12 253 Arbitrage : Carlos Batres | Spectateurs : 12 253 Arbitrage : Carlos Batres |

| 22 janvier 2002 | Équateur                 | 2 - 0 | Canada | Orange Bowl, Miami                         |                                            |
|                 | Aguinaga 89e, 90e (pen.) |       |        | Spectateurs : 3 827 Arbitrage : Brian Hall | Spectateurs : 3 827 Arbitrage : Brian Hall |

## Tableau final
|  | Quarts de finale           | Quarts de finale           |                           |                           | Demi-finales               | Demi-finales               |   |  | Finale                    | Finale                    |
|  | Quarts de finale           | Quarts de finale           |                           |                           | Demi-finales               | Demi-finales               |   |  | Finale                    | Finale                    |
|  |                            |                            |                           |                           |                            |                            |   |  |                           |                           |
|  | 27 janvier 2002 / Pasadena | 27 janvier 2002 / Pasadena |                           |                           | 30 janvier 2002 / Pasadena | 30 janvier 2002 / Pasadena |   |  | 2 février 2002 / Pasadena | 2 février 2002 / Pasadena |
|  | 27 janvier 2002 / Pasadena | 27 janvier 2002 / Pasadena |                           |                           | 30 janvier 2002 / Pasadena | 30 janvier 2002 / Pasadena |   |  | 2 février 2002 / Pasadena | 2 février 2002 / Pasadena |
|  | États-Unis                 | 4                          |                           |                           | 30 janvier 2002 / Pasadena | 30 janvier 2002 / Pasadena |   |  | 2 février 2002 / Pasadena | 2 février 2002 / Pasadena |
|  | États-Unis                 | 4                          |                           |                           | 30 janvier 2002 / Pasadena | 30 janvier 2002 / Pasadena |   |  | 2 février 2002 / Pasadena | 2 février 2002 / Pasadena |
|  | Salvador                   | 0                          |                           |                           | 30 janvier 2002 / Pasadena | 30 janvier 2002 / Pasadena |   |  | 2 février 2002 / Pasadena | 2 février 2002 / Pasadena |
|  | Salvador                   | 0                          | États-Unis                | 0ap (4)                   |                            |                            |   |  | 2 février 2002 / Pasadena | 2 février 2002 / Pasadena |
|  | 26 janvier 2002 / Miami    |                            | États-Unis                | 0ap (4)                   |                            |                            |   |  | 2 février 2002 / Pasadena | 2 février 2002 / Pasadena |
|  |                            | Canada                     | 0 tab(2)                  |                           |                            |                            |   |  | 2 février 2002 / Pasadena | 2 février 2002 / Pasadena |
|  | Canada                     | Canada                     | 0 tab(2)                  | 1ap (6)                   |                            |                            |   |  | 2 février 2002 / Pasadena | 2 février 2002 / Pasadena |
|  | Canada                     |                            |                           | 1ap (6)                   |                            |                            |   |  | 2 février 2002 / Pasadena | 2 février 2002 / Pasadena |
|  | Martinique                 | 1 tab(5)                   |                           |                           |                            |                            |   |  | 2 février 2002 / Pasadena | 2 février 2002 / Pasadena |
|  | Martinique                 | 1 tab(5)                   | États-Unis                | 2                         |                            |                            |   |  |                           |                           |
|  | 26 janvier 2002 / Miami    |                            | États-Unis                | 2                         |                            |                            |   |  |                           |                           |
|  |                            | Costa Rica                 | 0                         |                           |                            |                            |   |  |                           |                           |
|  | Costa Rica                 | Costa Rica                 | 0                         | 2 ap                      |                            |                            |   |  |                           |                           |
|  | Costa Rica                 | 30 janvier 2002 / Pasadena |                           | 2 ap                      |                            |                            |   |  |                           |                           |
|  | Haïti                      | 1                          |                           |                           |                            |                            |   |  |                           |                           |
|  | Haïti                      | 1                          | Costa Rica                | 3                         |                            |                            |   |  |                           |                           |
|  | 27 janvier 2002 / Pasadena | 27 janvier 2002 / Pasadena | Costa Rica                | 3                         | Match pour la 3e place     | Match pour la 3e place     |   |  |                           |                           |
|  | 27 janvier 2002 / Pasadena | 27 janvier 2002 / Pasadena |                           | Corée du Sud              | Match pour la 3e place     | Match pour la 3e place     | 1 |  |                           |                           |
|  | Corée du Sud               | 0ap (4)                    | 2 février 2002 / Pasadena | 2 février 2002 / Pasadena |                            |                            | 1 |  |                           |                           |
|  | Corée du Sud               | 0ap (4)                    | 2 février 2002 / Pasadena | 2 février 2002 / Pasadena |                            |                            |   |  |                           |                           |
|  | Mexique                    | 0 tab(2)                   |                           | Canada                    | 2                          |                            |   |  |                           |                           |
|  | Mexique                    | 0 tab(2)                   |                           | Canada                    | 2                          |                            |   |  |                           |                           |
|  |                            |                            |                           |                           |                            |                            |   |  | Corée du Sud              | 1                         |
|  |                            |                            |                           |                           |                            |                            |   |  | Corée du Sud              | 1                         |

 = but en or

### Quarts de finale
| 26 janvier 2002 | Costa Rica             | 2 - 1 a. p. · | Haïti         | Orange Bowl, Miami                                      |                                                         |
|                 | Centeno 2e · Gómez 97e |               | G. Pierre 62e | Spectateurs : 14 823 Arbitrage : Gilberto Alcalá Pineda | Spectateurs : 14 823 Arbitrage : Gilberto Alcalá Pineda |

| 26 janvier 2002                                                            | Canada            | 1 - 1 a. p.                                                                | Martinique       | Orange Bowl, Miami                             |                                                |
|                                                                            | McKenna 73e       |                                                                            | Rogers 63e (csc) | Spectateurs : 14 823 Arbitrage : Carlos Batres | Spectateurs : 14 823 Arbitrage : Carlos Batres |
| McKenna · J.Brennan · De Rosario · T.Nsaliwa · J.DeVos · Stalteri · J.Bent | Tirs au but 6 - 5 | L.Lupon · F. Clément · D.DiCanot · L.Mirande · Reuperne · Heurlié · P.Lina |                  | Spectateurs : 14 823 Arbitrage : Carlos Batres | Spectateurs : 14 823 Arbitrage : Carlos Batres |

| 27 janvier 2002                                               | Corée du Sud      | 0 - 0 a. p.                       | Mexique | Rose Bowl, Pasadena                          |
|                                                               |                   |                                   |         | Spectateurs : 31 628 Arbitrage : José Pineda |
| Lee Eul-yong · Lee Dong-gook · Choi Sung-yong · Lee Young-pyo | Tirs au but 4 - 2 | Noriega · de Anda · Sosa · Hierro |         |                                              |

| 27 janvier 2002 | États-Unis                       | 4 - 0 | Salvador | Rose Bowl, Pasadena                                       |                                                           |
|                 | McBride 9e, 11e, 21e · Razov 71e |       |          | Spectateurs : 31 628 Arbitrage : Samuel Richard Contreras | Spectateurs : 31 628 Arbitrage : Samuel Richard Contreras |

### Demi-finales
| 30 janvier 2002 | Costa Rica                    | 3 - 1 | Corée du Sud       | Rose Bowl, Pasadena                             |                                                 |
|                 | Gómez 44e · Wanchope 77e, 82e |       | Choi Jin-cheul 81e | Spectateurs : 7 241 Arbitrage : Rodolfo Sibrían | Spectateurs : 7 241 Arbitrage : Rodolfo Sibrían |

| 30 janvier 2002                    | États-Unis        | 0 - 0 a. p.                                 | Canada | Rose Bowl, Pasadena                               |
|                                    |                   |                                             |        | Spectateurs : 7 241 Arbitrage : Peter Prendergast |
| Donovan · McBride · Agoos · Mathis | Tirs au but 4 - 2 | McKenna · Stalteri · De Rosario · T.Nsaliwa |        |                                                   |

### Match pour la3eplace
| 2 février 2002 | Canada                                 | 2 - 1 | Corée du Sud    | Rose Bowl, Pasadena                         |                                             |
|                | Kim Do-heon 33e (csc) · De Rosario 35e |       | Kim Do-heon 14e | Spectateurs : 14 432 Arbitrage : Noel Bynoe | Spectateurs : 14 432 Arbitrage : Noel Bynoe |

### Finale
| Entraîneur : |
| Bruce Arena  |

| Entraîneur :        |
| Alexandre Guimarães |

| Entraîneur : |
| Bruce Arena  |

| Entraîneur :        |
| Alexandre Guimarães |

## Récompenses

### Meilleurs buteurs
4 buts :
- Brian McBride

3 buts :
- Kevin McKenna

2 buts :
- Rolando Fonseca
- Rónald Gómez
- Paulo Wanchope
- Alex Aguinaga

### Meilleur joueur
Brian McBride

### Meilleur gardien
Lars Hirschfeld

### Prix du fair-play
Costa Rica

### Équipe-type du tournoi
Gardien : Molina 

Défenseurs : Marin    •   Agoos    •   de Vos 

Milieux : Sosa    •   Solis    •   Donovan    •   Kim Nam-il    •   Gomez 

Attaquants : McKenna    •   McBride